# Thomas Doherty (acteur)
Pour les articles homonymes, voir Thomas Doherty et Doherty (homonymie).
Thomas Doherty  est un acteur écossais né le 21 avril 1995 à Édimbourg en Écosse.
Il fait des débuts remarqués chez Disney d'abord par son interprétation principale dans la série dramatico-musicale The Lodge (2016-2017) mais surtout dans le rôle de Harry Crochet, le fils du Captain Crochet, pour les deux derniers volets de la trilogie Descendants (2017-2019).
Il s'émancipe rapidement avec un rôle dans la série Legacies (2019), spin-off de Vampire Diaries et The Originals, et l'un des personnages principaux de Gossip Girl (2021), une suite de la série du même titre.

## Biographie

### Enfance et formation
Thomas Doherty est né le 21 avril 1995 à Édimbourg, en Écosse, de parents banquiers : son père s'appelle Anthony Doherty et sa mère Mary-Lou Doherty. Il a un frère Niall, qui joue au football, et une sœur Rachel, qui est danseuse. Il se passionne très tôt pour le jeu d'acteur. Dès l'âge de cinq ans, il fait partie de productions scolaires. Il a également joué au football dans son enfance.
En tant que membre de la compagnie Lothian pour les arts et la musique, il est apparu dans diverses productions théâtrales, dont Aladdin de Disney. Il a étudié au Royal High School d'Edimbourg avant de s'inscrire à la MGA Academy of Performing Arts où il a obtenu son diplôme en théâtre musical en juillet 2015. Il a immédiatement été recruté par Olivia Bell Management à Londres.

### Carrière
Thomas Doherty est une personnalité aux multiples talents. Il est non seulement formé au théâtre et à l’action théâtrale, mais il maîtrise également diverses formes de danse, notamment la danse contemporaine, le hip-hop, le jazz et le ballet.
En 2013, Thomas Doherty a fait ses débuts à l’écran dans Dracula de Sky Living. Crédité simplement en tant que Street Boy # 2, il est apparu dans l’épisode Servant to Two Masters. Peu après, il a joué dans le court métrage Bunch of Mad Stuff. À l'été 2015, il est diplômé à la MGA Academy et a trouvé un emploi de serveur au restaurant Tigerlily à  Édimbourg. Il a participé à des auditions et a collaboré avec le Edinbourgh Fringe pendant ses vacances. Son premier projet après l’obtention de son diplôme était le court métrage The First Time.
Après plusieurs auditions, il décroche son rôle décisif lorsqu'on lui offre le rôle de Sean Matthews dans la série The Lodge de Disney Channel. Pour ce rôle, il a dû suivre une formation de vélo de montagne et a travaillé pour atténuer son accent pour accueillir les téléspectateurs internationaux. Le 23 septembre 2016, la chaîne diffuse le premier épisode de la série puis en décembre 2016, celle-ci est renouvelée pour une deuxième saison. En signant une production musicale, Thomas enregistre et participe aux bandes originales de la série.

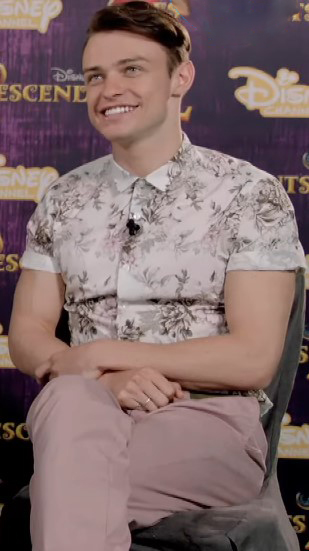
Lors d'une interview pour Descendants 2, en octobre 2017.

Toujours en collaboration avec Disney Channel, il a auditionné avec succès pour le téléfilm Descendants 2, sorti en 2017. Dans cette suite du premier téléfilm, il interprète Harry Crochet, le fils du célèbre pirate Capitaine James Crochet, le méchant de Peter Pan. Avec cette franchise à gros succès, la chaîne a commandé un troisième film et Thomas est confirmé dans son rôle dans Descendants 3, sorti en 2019. Avant sa sortie, il joue d'abord dans le court-métrage prologue servant d'introduction au téléfilm Sous l'Océan : Une histoire de Descendants.
Il obtient son premier contrat au cinéma en interprétant le premier rôle masculin dans le film High Strung : Free Dance, la suite de Free Dance, deux films réalisés par Michael Damian. D'abord sorti en avant première en Italie en 2018, ce film a été distribué à l'international à partir de 2019. Thomas Doherty fait également partie de la distribution de la mini-série historique co-produite par HBO, Catherine the Great.
En juillet 2019, Thomas Doherty est annoncé à la distribution récurrente lors de la deuxième saison de la série fantastique Legacies, spin-off des séries Vampire Diaries et The Originals, dans le rôle de Sebastian, un nouveau vampire. Cette saison sera diffusée à partir du 9 octobre 2019. Son interprétation est saluée si bien que son personnage est comparé à celui de Damon Salvatore, interprété par Ian Somerhalder dans la série originale Vampire Diaries. La même année, il rejoint également l'adaptation en série télévisée du film culte High Fidelity pour un rôle récurrent au côté de Zoë Kravitz, qui y tient le rôle principal. Initialement prévue sur le plateforme de streaming Disney+, la série sera finalement disponible à partir du 14 février 2020 sur Hulu.
En mars 2020, il rejoint la distribution de la prochaine série de la nouvelle plateforme HBO Max, Gossip Girl, une suite de la série du même titre, elle-même basée sur la série littéraire, et diffusée entre 2006 et 2012 sur The CW. Comme le tournage de la série est repoussé à cause de la pandémie de COVID-19, son lancement est reporté à 2021 alors qu'il était prévu pour 2020.

### Vie privée
Depuis février 2017, il est en couple avec l'actrice Dove Cameron, rencontrée sur le tournage du téléfilm Descendants 2. Mais en décembre 2020, cette dernière confirme leur rupture survenue en octobre de la même année sur Instagram.
En août 2017, il est classé dans la liste des "fittest boys" de l'année par le magazine spécialisé Vogue.
Depuis octobre 2021, il est en couple avec le mannequin Yasmin Wijnaldum.

## Filmographie

### Cinéma

#### Longs métrages
- 2018 : Free Dance 2 (High Strung: Free Dance) de Michael Damian : Zander
- 2022 : Le Bal de l'Enfer (The Invitation) de Jessica M. Thompson (en) : Walter

#### Courts-métrages
- 2013 : Bunch of Mad Stuff de Julius Guzy, Sara Anderson et Marian Blair
- 2016 : The First Time de Kent Hugo

### Télévision

#### Téléfilms
- 2017 : Descendants 2 de Kenny Ortega : Harry Crochet
- 2018 : Sous l'Océan : Une histoire de Descendants (Under the Sea: A Descendants Short Story) (court-métrage) de Scott Rhea : Harry Crochet
- 2019 : Descendants 3 de Kenny Ortega : Harry Crochet

#### Séries télévisées
- 2013 : Dracula : garçon de rue #2 (saison 1, épisode 7)
- 2016-2017 : The Lodge : Sean Matthews
- 2019 : Catherine the Great : Piotr Zavadovsky (rôle récurrent)
- 2019-2020 : Legacies : Sebastian (rôle récurrent, saison 2)
- 2020 : High Fidelity : Liam Shawcross (saison 1, 3 épisodes)
- 2021-2023 : Gossip Girl : Max Wolfe (10 épisodes)
- 2024 : Girls5eva : Grey Holland
- 2024 : Tell Me Lies : Léo (8 épisodes)

## Discographie

### Bandes originales
- The Lodge (Music from the TV Serie) : 6 chansons
- Descendants 2 (Original TV Movie Soundtrack) : 3 chansons
- The Lodge : Season 2 Soundtrack (Music from the TV Serie) : 6 chansons
- Descendants 3 (Original TV Movie Soundtrack) : 3 chansons

### Single promotionnel
- What's My Name avec China Anne McClain, Dylan Playfair (pour Descendants 2)
- Masterpieces (pour High Strung : Free Dance)

## Voix françaises
En France, Jim Redler est la voix régulière de Thomas Doherty. En Belgique, Antoni Lo Presti le double dans la série The Lodge et dans la saga Descendants.
| - Antoni Lo Presti (Belgique) : - The Lodge (série télévisée) - Descendant 2 (téléfilm) - Sous l'Océan : Une histoire de Descendants (court-métrage) - Descendant 3 (téléfilm) - Jim Redler : - High Fidelity (série télévisée) - Gossip Girl (série télévisée) | et aussi - Nicolas Matthys (Belgique) dans Free Dance 2 - Rémi Caillebot dans Legacies (série télévisée) - Martin Faliu dans Girls5eva (série télévisée) - Eilias Changuel dans Le Bal de l’Enfer - Romain Altché dans Tell Me Lies (série télévisée) |